# Mikhaïl Kukuixkin
Mikhail Aleksandrovich Kukushkin (en rus: Михаил Александрович Кукушкин; Volgograd, 26 de desembre de 1987) és un tennista professional kazakh d'origen rus. Va participar en els Jocs Olímpics de 2012.

## Palmarès

### Individual: 3 (1−2)
| Llegenda                          |
| --------------------------------- |
| Grand Slams (0−0)                 |
| ATP Finals (0−0)                  |
| ATP World Tour Masters 1000 (0−0) |
| ATP World Tour 500 (0−0)          |
| ATP World Tour 250 (1−2)          |

| Títols per superfície |
| --------------------- |
| Dura (1−2)            |
| Gespa (0−0)           |
| Terra batuda (0−0)    |

| Resultat  | V-D | Data                 | Torneig                | Superfície | Oponent         | Marcador      |
| --------- | --- | -------------------- | ---------------------- | ---------- | --------------- | ------------- |
| Guanyador | 1-0 | 31 d'octubre de 2010 | St. Petersburg, Rússia | Dura (i)   | Mikhaïl Iujni   | 6–3, 7–6(7–2) |
| Finalista | 1-1 | 20 d'octubre de 2013 | Moscou, Rússia         | Dura (i)   | Richard Gasquet | 6–4, 4–6, 4–6 |
| Finalista | 1-2 | 17 de gener de 2015  | Sidney, Austràlia      | Dura       | Viktor Troicki  | 2–6, 3–6      |